# Mathieu Ganio
Mathieu Ganio (* 16. März 1984 in Marseille) ist ein französischer Balletttänzer. Er ist derzeit der jüngste Tänzer der Pariser Oper mit dem Rang eines Solotänzers (étoile).

## Ausbildung und Karriere
Mathieu Ganio ist der Sohn von Dominique Khalfouni und Denis Ganio. Beide Eltern waren Solisten in französischen Ballettkompanien. Im Alter von sieben Jahren begann er, Tanzunterricht zu nehmen. Von 1992 bis 1999 absolvierte er seine Ballettausbildung an der Tanzhochschule von Marseille. Danach wurde er in die laufende Ausbildung der Ballettschule der Pariser Oper (École de danse de l’Opéra national de Paris) aufgenommen.
2001 trat Ganio dem Corps de ballet der Pariser Oper bei. Im Rahmen einer Vorstellung des Balletts Don Quichotte wurde er 2004 zum Solotänzer ernannt.

## Preise und Auszeichnungen
- 2005 Prix Benois de la Danse für seine Interpretation des James aus dem Ballett La Sylphide.

## Filmografie
- 2000: Jewels (Ballettproduktion der Pariser Oper)
- 2001: Coppélia (Ballettproduktion der Pariser Oper)
- 2004: La Sylphide (Ballettproduktion der Pariser Oper)
- 2007: Proust, ou les Intermittences du cœur (Ballettproduktion der Pariser Oper)[1]
- 2013: Le Sagdident (Ballettproduktion der Pariser Oper)